# Корі Джарвіс
Корі Джарвіс (англ. Korey Jarvis; нар. 4 жовтня 1986, Еліот-Лейк, провінція Онтаріо) — канадський борець вільного та греко-римського стилів, дворазовий срібний та шестиразовий бронзовий призер Панамериканських чемпіонатів з вільної боротьби, бронзовий призер Панамериканського чемпіонату з греко-римської боротьби, срібний та бронзовий призер Панамериканських ігор з вільної боротьби, срібний призер чемпіонату Співдружності з вільної боротьби, чемпіон та дворазовий срібний призер Ігор Співдружності з вільної боротьби, учасник Олімпійських ігор у змаганнях з вільної боротьби.

## Біографія
Боротьбою почав займатися з 2000 року. Представляє Канаду на міжнародному рівні з 2007 року. Виступає за борцівський клуб «Гвельф» (англ. «Gueplh»).

## Спортивні результати на міжнародних змаганнях

### Виступи на Олімпіадах
| Змагання                    | Збірна | Вагова категорія           | Місце |
| --------------------------- | ------ | -------------------------- | ----- |
| Літні Олімпійські ігри 2016 | Канада | вільна боротьба, до 125 кг | 8     |

### Виступи на Чемпіонатах світу
| Змагання                        | Збірна | Вагова категорія           | Місце |
| ------------------------------- | ------ | -------------------------- | ----- |
| Чемпіонат світу з боротьби 2013 | Канада | вільна боротьба, до 120 кг | 15    |
| Чемпіонат світу з боротьби 2014 | Канада | вільна боротьба, до 125 кг | 19    |
| Чемпіонат світу з боротьби 2015 | Канада | вільна боротьба, до 125 кг | 28    |
| Чемпіонат світу з боротьби 2017 | Канада | вільна боротьба, до 125 кг | 7     |
| Чемпіонат світу з боротьби 2019 | Канада | вільна боротьба, до 125 кг | 23    |

### Виступи на Панамериканських чемпіонатах
| Змагання                                   | Збірна | Вагова категорія                 | Місце  |
| ------------------------------------------ | ------ | -------------------------------- | ------ |
| Панамериканський чемпіонат з боротьби 2009 | Канада | вільна боротьба, до 96 кг        | Бронза |
| Панамериканський чемпіонат з боротьби 2011 | Канада | вільна боротьба, до 120 кг       | Бронза |
| Панамериканський чемпіонат з боротьби 2011 | Канада | греко-римська боротьба, до 96 кг | Бронза |
| Панамериканський чемпіонат з боротьби 2012 | Канада | греко-римська боротьба, до 96 кг | 5      |
| Панамериканський чемпіонат з боротьби 2013 | Канада | вільна боротьба, до 120 кг       | Срібло |
| Панамериканський чемпіонат з боротьби 2014 | Канада | вільна боротьба, до 125 кг       | Бронза |
| Панамериканський чемпіонат з боротьби 2015 | Канада | вільна боротьба, до 125 кг       | Бронза |
| Панамериканський чемпіонат з боротьби 2017 | Канада | вільна боротьба, до 125 кг       | Бронза |
| Панамериканський чемпіонат з боротьби 2018 | Канада | вільна боротьба, до 125 кг       | Бронза |
| Панамериканський чемпіонат з боротьби 2019 | Канада | вільна боротьба, до 125 кг       | Срібло |

### Виступи на Панамериканських іграх
| Змагання                  | Збірна | Вагова категорія                 | Місце  |
| ------------------------- | ------ | -------------------------------- | ------ |
| Панамериканські ігри 2011 | Канада | греко-римська боротьба, до 96 кг | 7      |
| Панамериканські ігри 2015 | Канада | вільна боротьба, до 125 кг       | Срібло |
| Панамериканські ігри 2019 | Канада | вільна боротьба, до 125 кг       | Бронза |

### Виступи на Чемпіонатах Співдружності
| Змагання                                | Збірна | Вагова категорія          | Місце  |
| --------------------------------------- | ------ | ------------------------- | ------ |
| Чемпіонат Співдружності з боротьби 2007 | Канада | вільна боротьба, до 96 кг | Срібло |

### Виступи на Іграх Співдружності
| Змагання                | Збірна | Вагова категорія           | Місце  |
| ----------------------- | ------ | -------------------------- | ------ |
| Ігри Співдружності 2010 | Канада | вільна боротьба, до 96 кг  | Срібло |
| Ігри Співдружності 2014 | Канада | вільна боротьба, до 125 кг | Золото |
| Ігри Співдружності 2018 | Канада | вільна боротьба, до 125 кг | Срібло |

### Виступи на інших змаганнях
| Змагання                                                               | Збірна | Вагова категорія                 | Місце  |
| ---------------------------------------------------------------------- | ------ | -------------------------------- | ------ |
| Міжнародний меморіал Дейва Шульца 2009                                 | Канада | вільна боротьба, до 96 кг        | 4      |
| Кубок Великої Британії з боротьби 2010                                 | Канада | вільна боротьба, до 96 кг        | 7      |
| Гран-прі Іспанії з боротьби 2011                                       | Канада | вільна боротьба, до 96 кг        | Бронза |
| Олімпійський кваліфікаційний турнір з боротьби 2012 (Кіссіммі-Орландо) | Канада | греко-римська боротьба, до 96 кг | Бронза |
| Кубок Канади з боротьби 2012                                           | Канада | вільна боротьба, до 120 кг       | Бронза |
| Гран-прі Іспанії з боротьби 2013                                       | Канада | вільна боротьба, до 120 кг       | 5      |
| Меморіал Вацлава Циолковського 2013                                    | Канада | вільна боротьба, до 120 кг       | 10     |
| Міжнародний турнір Ньюйоркського атлетичного клубу 2013                | Канада | вільна боротьба, до 120 кг       | Срібло |
| Міжнародний меморіал Дейва Шульца 2014                                 | Канада | вільна боротьба, до 125 кг       | 4      |
| Турнір міста Сассарі з боротьби 2014                                   | Канада | вільна боротьба, до 125 кг       | Золото |
| Кубок Канади з боротьби 2014                                           | Канада | вільна боротьба, до 125 кг       | 4      |
| Кубок Канади з боротьби 2015                                           | Канада | вільна боротьба, до 125 кг       | Золото |
| Турнір Дана Колова — Николи Петрова 2016                               | Канада | вільна боротьба, до 125 кг       | 5      |
| Олімпійський кваліфікаційний турнір з боротьби 2016 (Фріско)           | Канада | вільна боротьба, до 125 кг       | Срібло |
| Турнір міста Сассарі 2016                                              | Канада | вільна боротьба, до 125 кг       | Золото |
| Гран-прі Німеччини з боротьби 2016                                     | Канада | вільна боротьба, до 125 кг       | 10     |
| Гран-прі Іспанії з боротьби 2016                                       | Канада | вільна боротьба, до 125 кг       | 5      |